# Eduardo Maglioni
Eduardo Andrés Maglioni (Reconquista, 14 de abril de 1946) é um ex-futebolista argentino.
É um dos maiores ídolos da história do Independiente, onde jogou 148 partidas entre 1969 e 1973, marcando 62 gols. Maglioni detém até hoje um recorde mundial: em 18 de março de 1973, na terceira rodada do Torneio Metropolitano do campeonato argentino, marcou três gols em 113 segundos. O adversário foi o Gimnasia y Esgrima La Plata.
Chegara ao Rojo com a difícil tarefa de substituir os goleadores Luis Artime e Héctor Yazalde. Seu oportunismo e a habilidade ambidestra lhe fizeram outro especialista na grande área. Nos quatro anos em que esteve nos diablos, ganhou dois títulos argentinos, duas Libertadores, uma Interamericana e a primeira Intercontinental do clube, em 1973. Mostrou-se especialmente decisivo na primeira dessas Libertadores, marcando os dois gols de seu time na final, contra os peruanos do Universitario.[carece de fontes?]

## Títulos
Independiente
- Primeira Divisão da Argentina: 1970, 1971
- Copa Libertadores da América: 1972, 1973, 1974
- Copa Interamericana: 1972
- Copa Intercontinental: 1973